# Dasygaster suffusa
Dasygaster suffusa är en fjärilsart som beskrevs av W. Warren 1913. Dasygaster suffusa ingår i släktet Dasygaster och familjen nattflyn. Inga underarter finns listade i Catalogue of Life.